# NGC 5140
NGC 5140 este o astronomical radio source⁠(d) situată în constelația Centaurul. A fost descoperită în 1 mai 1834 de către John Herschel. Se află la o distanță de 37,67 de megaparseci de Pământ.